# Martyr (rivière)
Pour les articles homonymes, voir Martyr.
La rivière Martyr  (en anglais : Martyr River ) est un cours d’eau de la région de la West Coast dans l’Île du Sud de la Nouvelle-Zélande.

## Géographie
Elle s’écoule généralement vers le nord-ouest à partir de sa source dans la chaîne des monts Olivine, rejointe par des torrents sur le chemin sinueux de la rivière Cascade, qu'elle atteint à 10 kilomètres de la côte.